# John Cooper (engenheiro)
John Newton Cooper, CBE (Surbiton, 17 de julho de 1923 — Worthing, 24 de dezembro de 2000), foi um engenheiro e projetista britânico.

## Carreira
Cooper foi um dos grandes nomes do início da Fórmula 1, tendo revolucionado a categoria quando projetou e construiu o revolucionário carro de Fórmula 3 Cooper 500, o primeiro carro de fórmula com motor central-traseiro longitudinal, que transformaria a forma de construir os carros de corrida. O revolucionário carro traria frutos para John na principal categoria com sua equipe própria, a Cooper Car Company, que fundara em 1946 com seu pai, Charles Cooper. A equipe, que contaria com um dos maiores projetistas da história do campeonato, Owen Maddock, conquistou quatro títulos na principal categorias utilizando o motor central-traseiro, nas temporadas de 1959 e 1960, com o lendário Jack Brabham vencendo o de pilotos em ambas as temporadas.
Cooper faleceu em Cooper na véspera do natal de 2000, aos 77 anos de idade. 